# Заставецька Леся Богданівна
Леся Богданівна Заставецька (нар. 12 жовтня 1982, Яструбове, Тернопільська область) — українська географиня, докторка географічних наук (2014), професорка (2019). Член Наукового товариства імені Шевченка, Українського географічного товариства. Дочка Ольги та Богдана, сестра Тараса Заставецьких.

## Життєпис
Леся Заставецька народилася 12 жовтня 1982 року у селі Яструбовому, нині Купчинецької громади Тернопільського району Тернопільської области України.
Закінчила Тернопільську загальноосвітню школу № 22 (2000, зі срібною медаллю), географічний факультет (2005, диплом з відзнакою магістра) та аспірантуру Тернопільського національного педагогічного університету імені Володимира Гнатюка. Працювала асистенткою (2006—2013), доценткою (2012—?) катедри географії України і туризму, нині — професорка (від 2019) катедри географії та методики її навчання ТНПУ; учителькою географії та основ економіки Християнського колегіуму ім. Й. Сліпого.
Володіє польською, англійською, французькою та російською мовами. 

### Наукова діяльність
У 2008 році захистила кандидатську дисертацію «Трансформація системи розселення регіону в умовах вдосконалення адміністративно-територіального устрою України (на прикладі Тернопільської області)». 
У 2014 році захистила докторську дисертацію «Системи розселення і геопросторові аспекти вдосконалення адміністративно-територіального устрою України».
Член редколегії всеукраїнського фахового часопису — «Наукові записки ТНПУ. Серія: Географія»  та спеціалізованої вченої ради по захисту дисертацій d35.051.08 при Львівському національному університеті ім. І. Франка зі спеціальності 11.00.02 — економічна та соціальна географія.
Авторка:
- понад 130 наукових праць в українських та закордонних фахових виданнях. У науковому доробку є 5 статей, які входять до міжнародхих баз цитування «Scopus» та «Web of Science».
- 6 монографій:
  - «Системи розселення і геопросторові проблеми вдосконалення адміністративно-територіального устрою України (2013),
  - «Тернопільщина: цілі і потенціал сталого природокористування» (2017, колективна),
  - «Географія Тернопільської області» (2017 колективна),
  - «Information and Innovation Technologies in Economics and Administration» (Польща, 2019, колективна),
  - «Сучасні вектори розвитку туризму: тенденції те перспективи країн Європейського регіону» (2020, колективна),
- 6 навчальних посібників:
  - «Тернопільщина. Рідний край» (2004)
  - «Демографічної та етнічної географії України» (з грифом МОН України),
  - підручник з географії для 8 класу загальноосвітніх навчальних закладів, виданий на 6 мовах. Має наукові публікації